# 마르코 타르키

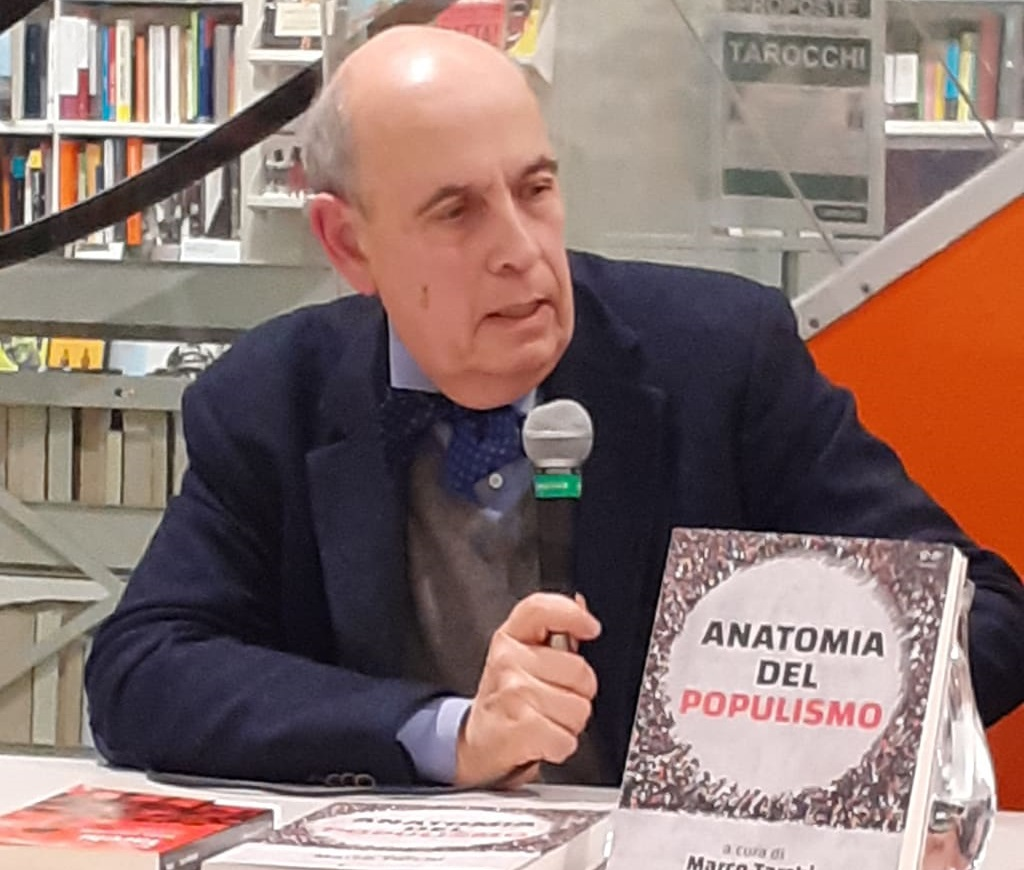

마르코 타르키(Marco Tarchi, 1952년 10월 11일)는 로마에서 태어나 현재 이탈리아 피렌체 정치 과학 대학교, 체자레 알피에리(Cesare Alfieri)에서 정치 커뮤니케이션과 정치학 이론을 강의하는 정치과학 대학 전임 교수이며, 이탈리아의 영향력 있는 정치 사상가로도 활동했었던 이탈리아 정치학자 중 한 명이다.
그는 이탈리아에 누오바 데스트라(Nuova Destra 뉴 라이트)라고 불리는 정치 이념을 소개하며 그만의 탁월한 정치학 논리를 주장하던 중 1994년에 좌, 우로만 구분되는 이분법적 정치 형태에 의문을 제기하며 그만의 혁신적인 정치적 논리를 통해 이탈리아뿐만 아니라 유럽의 정치학계에서 주목을 받고 있다.

## 인물
마르코 타르키는 이탈리아 사회공화국(RSI) 무솔리니 정권 때 경제부 장관직을 역임했던 안젤로 타르키(Angelo Tarchi)의 손자로 피렌체 정치 과학 대학을 졸업한 후 1968년부터 이탈리아 사회 운동당(MSI) 청년단의 멤버로 활약했었다. 1974년 12월 정치 잡지 La voce della fogna를 창간한 데 이어 1975년부터 현재까지 월간 정치학 잡지 Diorama letterario의 편집장으로 활동하고 있다.
70년대 말 청년 전진당(Fronte della Gioventù)의 주요 인물로 활동하던 중 1977년 전국 당내 대표 후보에 올라 1979년 3월까지 당 부대표로 활약했다.
1978년 프랑스 정치학자 알렝 드 브누아(Alain de Benoist)의 뉴 라이트(Nouvelle Droite) 사상을 이탈리아에 소개하면서 이탈리아 정치학계에 우익 정치 문화의 중요성과 정치계의 변화를 주장한다.
그는 ‘그람시의 헤게모니는 문화적으로 어떤 무게감을 드러내지 못한 파시스트를 상기 시켜 주는데 한몫했고 이탈리아 네오파시즘은 그들만의 독자적인 문화를 형성하는데 한 것이 별로 것이 없다’고 말하며 그의 우익 정치의 문화 존재의 필요성에 대해 확고히 한다.
1981년 1월 사회 운동당(MSI)당에서 퇴출당하며 그가 주장해오던 새로운 우익 정치사상 전파에 제동이 걸리고 그 후 기득권층을 풍자한 그의 정치적 견해가 담긴 기사글이 그가 창간한 잡지 La Voce della fogna에 실리며 큰 파장을 일으킨다. 이후에도 사형 선고 존치 여부 등 이탈리아 내 사회적 이슈에 관하여 MSI와 의견을 충돌하던중 당에서 제명당하자 마르코 타르키는 모든 정당 활동을 접고 학문과 연구의 길을 걸으며 피렌체 정치 과학 대학교에서 정치적 이론 연구와 발표를 통해 다양한 방면으로 이탈리아 정치계에 영향력을 끼친다.
그는 정치 학술지 Diorama letterario 외에도 정치 문화를 소재로 한 Trasgressioni 잡지를 간행한다. 그 외에도 전후의 네오파시즘, 이탈리아의 우익 정당, 유럽의 극우주의와 이탈리아 포퓰리즘을 다룬 다수의 저서를 출간한다.
1987년 현재 재직 중인 피렌체 대학교 정치 과학 석사과정을 마치고 2001년 동대의 교수직을 역임하는 동안 핀란드의 투르쿠(Turku)  대학교에서 초대 교수로 강의했었고, Crisis, Compromise, Collapse: Conditions for Democracy in Inter-War Europe을 주제로 유럽 고등 교육기관에서도 강의했었다. 현재 이탈리아의 주요 정당인 북부 동맹, 오성 운동당에 깊숙이 퍼진 포퓰리즘 현상을 심도 있게 연구하며 민주주의 위기와 이탈리아 정당의 변화를 주로 연구하며 이탈리아 공화당 내 우익 정당에 대한 연구 결과를 발표했다.

유럽 내 포퓰리즘 운동에 관련된 비교 학문을 최초로 제시하며 이탈리아와 유럽 내에서 포퓰리즘에 탁월한 논리를 가진 정치학자로 유명하다. 현재 그가 연구 중인 민주주의의 위기, 이탈리아 정당의 변동과 이탈리아의 우익 진영에 관련한 현상에 대한 연구 결과는 다양한 미디어를 통해 확인 할 수 있다.
그는 피렌체 대학교 재직 기간 중 정치 과학부장을 겸임했었다.

## 저서
- Partito unico e dinamica autoritaria.. 나폴리 : 1981년 아크로 폴리스
- "La "rivoluzione legale" . 볼로냐 : 1993년 Il Mulino
- "우익과 좌익 : 두 가지 본질" 민주주의와 법률, "Destra e sinistra: due essenze introvabili" in Democrazia e diritto, 1, 1994년, pp.   381-396
- 50년의 노스텔지아. 파시즘 직후 이탈리아 . 밀라노 : Rizzoli, 안토니오 Carioti 1995 인터뷰[2]
- Esuli in patria. 공화당 이탈리아의 파시스트 . 파르마 : 1995
- The Dissatisfied Society. The Roots of Political Change in Italy, in European Journal of Political Research 1996년 1월 1일자 유럽 정치 학회지, pp.   41-63
- MSI에서 AN으로 : 조직과 전략, 볼로냐 : Il Mulino, 1997
- 이탈리아 : 노던 리그, L. de Winter 및 H. Türsan (편집), 서유럽 지역 당사자. 런던 : Routledge, 1998
- 1998년 2월 2일, 이탈리아 정치학 저널. 유럽에서 극우와 뉴 포퓰리즘
- Italy: Early Crisis and Collapse, in D. Berg-Schlosser e J. Mitchell (a cura di), Conditions of Democracy in Europe, 1918-1938. Londra: Macmillan, 2000.
- 포퓰리스트 이탈리아. Qualunquismo에서 Girotondi까지 , il Mulino, 2003, ISBN 9788815094421
- 파시즘. 이론, 해석, 모델 Il fascismo. Teorie, interpretazioni, modelli,  , Bari : 2003년 Laterza
- Laterza Bari : 2004년 미국주의 반대
- 불가능한 혁명. 호빗 필드부터뉴 라이트까지 , La rivoluzione impossibile. Dai Campi Hobbit alla nuova Destra, Firenze피렌체 : Vallecchi, 2010
- 포퓰리스트 이탈리아. Qualunquismo에서 Beppe Grillo까지 , 볼로냐 : Il Mulino, 2014

## 관련 링크
- Istituto Cesare Alfieri